# Liste der Biografien/Kary
Liste der Biografien |
Portal Biografien |
Personensuche
# |
A |
B |
C |
D |
E |
F |
G |
H |
I |
J |
K |
L |
M |
N |
O |
P |
Q |
R |
S |
T |
U |
V |
W |
X |
Y |
Z |
?
 
Ka |
Kb |
Kc |
Kd |
Ke |
Kf |
Kg |
Kh |
Ki |
Kj |
Kl |
Km |
Kn |
Ko |
Kp |
Kr |
Ks |
Kt |
Ku |
Kv |
Kw |
Ky |
Kx |
Kz
 
Kaa–Kag |
Kah |
Kai |
Kaj |
Kak |
Kal |
Kam |
Kan |
Kao |
Kap |
Kar |
Kas |
Kat |
Kau |
Kav |
Kaw |
Kay |
Kaz
 
Kara |
Karb |
Karc |
Kard |
Kare |
Karf |
Karg |
Karh |
Kari |
Karj |
Kark |
Karl |
Karm |
Karn |
Karo |
Karp |
Karr |
Kars |
Kart |
Karu |
Karv |
Karw |
Kary |
Karz
Die Liste der Biografien führt alle Personen auf, die in der deutschsprachigen Wikipedia einen Artikel haben. Dieses ist eine Teilliste mit 11 Einträgen von Personen, deren Namen mit den Buchstaben „Kary“ beginnt.

## Kary
- Kary, Hans (* 1949), österreichischer Tennisspieler
- Kary, Josef (1913–2012), deutscher katholischer Geistlicher

### Karya
- Karyami, Zacharoula (* 1983), griechische Sportgymnastin

### Karyd
- Karydi, Spyridoula (* 2001), griechische Weit- und Dreispringerin
- Karydias, Nikolaos, griechischer Tennisspieler

### Karyk
- Karykes, byzantinischer Gouverneur von Kreta und Rebell gegen Kaiser Alexios I.
- Karykes, Theophanes I. († 1597), orthodoxer Bischof von Philippopolis und Athen und Patriarch von Konstantinopel

### Karyo
- Karyo, Tchéky (* 1953), türkisch-französischer SchauspielerTchéky Karyo (* 1953)

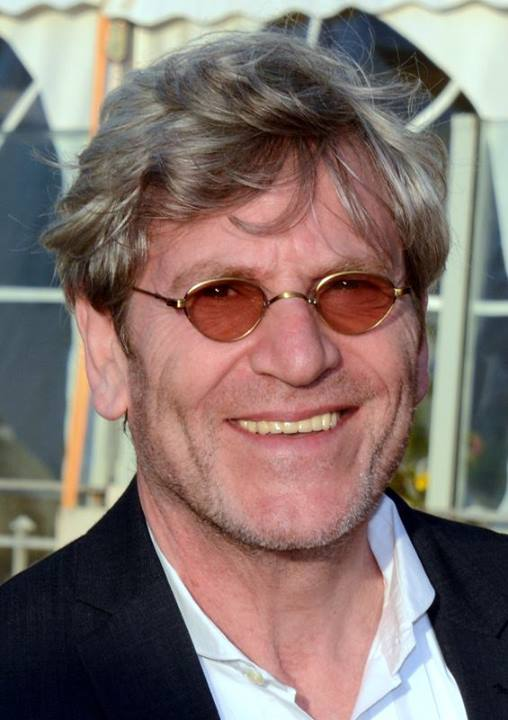
Tchéky Karyo (* 1953)

- Karyotakis, Kostas (1896–1928), griechischer Schriftsteller
- Karyotakis, Theodoros (1903–1978), griechischer Komponist

### Karys
- Karystiani, Ioanna (* 1952), griechische Schriftstellerin